# Campeonato Paulista de Futebol de 2016
O Campeonato Paulista de Futebol de 2016 foi realizado com duas divisões, ou seja; uma divisão com as Séries (A1-A2-A3), e uma divisão com a Série B.

## Equipes participantes

### Série A1
| Equipe                             | Cidade                | Em 2015 | Estádio                       | Capacidade | Títulos             |
| ---------------------------------- | --------------------- | ------- | ----------------------------- | ---------- | ------------------- |
| Esporte Clube Água Santa           | Diadema               | 4º (A2) | Distrital do Inamar           | 5 000      | 0                   |
| Grêmio Osasco Audax                | Osasco                | 9°      | José Liberatti                | 12 430     | 0                   |
| Botafogo Futebol Clube             | Ribeirão Preto        | 7º      | Santa Cruz                    | 29 292     | 0                   |
| Capivariano Futebol Clube          | Capivari              | 14º     | Arena Capivari                | 19 000     | 0                   |
| Sport Club Corinthians Paulista    | São Paulo             | 3º      | Arena Corinthians             | 47 605     | 27 (último em 2013) |
| Associação Ferroviária de Esportes | Araraquara            | 1º (A2) | Arena da Fonte Luminosa       | 20 950     | 0                   |
| Ituano Futebol Clube               | Itu                   | 12º     | Novelli Júnior                | 18 560     | 2 (último em 2014)  |
| Clube Atlético Linense             | Lins                  | 16º     | Gilberto Siqueira Lopes       | 15 770     | 0                   |
| Mogi Mirim Esporte Clube           | Mogi Mirim            | 11º     | Vail Chaves                   | 19 900     | 0                   |
| Grêmio Novorizontino               | Novo Horizonte        | 2º (A2) | Estádio Jorge Ismael de Biasi | 16 000     | 0                   |
| Oeste Futebol Clube                | Itápolis              | 3º (A2) | Estádio dos Amaros            | 14 074     | 0                   |
| Sociedade Esportiva Palmeiras      | São Paulo             | 2º      | Allianz Parque                | 43 712     | 22 (último em 2008) |
| Associação Atlética Ponte Preta    | Campinas              | 5º      | Moisés Lucarelli              | 19 728     | 0                   |
| Red Bull Brasil                    | Campinas              | 6º      | Moisés Lucarelli              | 19 728     | 0                   |
| Rio Claro Futebol Clube            | Rio Claro             | 15º     | Augusto Schmidt Filho         | 15 000     | 0                   |
| Santos Futebol Clube               | Santos                | 1º      | Vila Belmiro                  | 16 798     | 21 (último em 2015) |
| Esporte Clube São Bento            | Sorocaba              | 10º     | Walter Ribeiro                | 13 772     | 0                   |
| São Bernardo Futebol Clube         | São Bernardo do Campo | 13º     | Primeiro de Maio              | 15 789     | 0                   |
| São Paulo Futebol Clube            | São Paulo             | 4º      | Morumbi                       | 67 428     | 21 (último em 2005) |
| Esporte Clube XV de Novembro       | Piracicaba            | 8º      | Barão de Serra Negra          | 18 000     | 0                   |

Fonte: Globo Esporte

### Série A2
| Equipe                                      | Cidade               | Em 2015     | Estádio                        | Capacidade | Títulos |
| ------------------------------------------- | -------------------- | ----------- | ------------------------------ | ---------- | ------- |
| Clube Atlético Sorocaba                     | Sorocaba             | 14°         | Walter Ribeiro                 | 13 722     |         |
| Barretos Esporte Clube                      | Barretos             | 5° (A3) [a] | Antônio Gomes Martins          | 13 007     |         |
| Batatais Futebol Clube                      | Batatais             | 15º         | Oswaldo Scatena                | 13 000     |         |
| Clube Atlético Bragantino                   | Bragança Paulista    | 19º (A1)    | Nabi Abi Chedid                | 17 128     | 2       |
| Guarani Futebol Clube                       | Campinas             | 8º          | Brinco de Ouro                 | 29 130     | 1       |
| Independente Futebol Clube                  | Limeira              | 6º          | Comendador Agostinho Prada     | 9 483      |         |
| Clube Atlético Juventus                     | São Paulo            | 3º (A3)     | Rua Javari                     | 4 004      | 1       |
| Marília Atlético Clube                      | Marília              | 20º (A1)    | Bento de Abreu Sampaio Vidal   | 15 015     | 2       |
| Mirassol Futebol Clube                      | Mirassol             | 5º          | José Maria de Campos Maia      | 15 000     |         |
| Atlético Monte Azul                         | Monte Azul Paulista  | 16º         | Otacília Patrício Arroyo       | 13 100     | 1       |
| Paulista Futebol Clube                      | Jundiaí              | 11º         | Dr. Jayme Cintra               | 15 155     | 2       |
| Clube Atlético Penapolense                  | Penápolis            | 17º (A1)    | Ten. Carriço                   | 10 679     |         |
| Associação Portuguesa de Desportos          | São Paulo            | 18º (A1)    | Canindé                        | 21 004     | 2       |
| Rio Branco Esporte Clube                    | Americana            | 12º         | Décio Vitta                    | 16 300     |         |
| Esporte Clube Santo André                   | Santo André          | 9º          | Bruno José Daniel              | 14 185     | 3       |
| Associação Desportiva São Caetano           | São Caetano do Sul   | 7º          | Anacleto Campanella            | 16 744     | 1       |
| Esporte Clube Taubaté                       | Taubaté              | 1º (A3)     | Joaquim de Morais Filho        | 9 600      | 2       |
| União Agrícola Barbarense Futebol Clube     | Sta. Bárbara d'Oeste | 10º         | Antonio Lins Ribeiro Guimarães | 14 913     | 1       |
| Associação Esportiva Velo Clube Rioclarense | Rio Claro            | 13º         | Benito Agnelo Castellano       | 8 136      |         |
| Clube Atlético Votuporanguense              | Votuporanga          | 2º (A3)     | Plínio Marin                   | 7 464      |         |

Fonte: Globo Esporte
OBS.: a. ^  O Atibaia foi excluído da Série A2 por falta de estádio com a capacidade exigida pela FPF e no lugar do Atibaia entrou o Barretos.

### Série A3
| Equipe                            | Cidade               | Em 2015  | Estádio                    | Capacidade | Títulos            |
| --------------------------------- | -------------------- | -------- | -------------------------- | ---------- | ------------------ |
| Sport Club Atibaia                | Atibaia              | 4º [a]   | Salvador Russani           | 2.563      | 0                  |
| Grêmio Catanduvense de Futebol    | Catanduva            | 19º (A2) | Silvio Salles              | 16.444     | 0                  |
| Comercial Futebol Clube           | Ribeirão Preto       | 17º (A2) | Palma Travassos            | 18.277     | 0                  |
| Fernandópolis Futebol Clube       | Fernandópolis        | 2º (SD)  | Cláudio Rodante            | 6.950      | 0                  |
| Associação Atlética Flamengo      | Guarulhos            | 13º      | Antônio Soares de Oliveira | 6.235      | 1 (2008)           |
| Grêmio Barueri                    | Barueri              | 15º      | Arena Barueri              | 31.452     | 0                  |
| Grêmio Esportivo Osasco           | Osasco               | 8º       | José Liberatti             | 12.430     | 0                  |
| Guaratinguetá Futebol Ltda.       | Guaratinguetá        | 20º (A2) | Dario Rodrigues Leite      | 16.095     | 0                  |
| Associação Atlética Internacional | Limeira              | 6º       | José Levy Sobrinho         | 18.000     | 1 (1966)           |
| Sociedade Esportiva Itapirense    | Itapira              | 14º      | Francisco Vieira           | 4.800      | 0                  |
| Sociedade Esportiva Matonense     | Matão                | 18º (A2) | Hudson Buck Ferreira       | 14.500     | 1 (1996)           |
| Nacional Atlético Clube           | São Paulo            | 9º       | Nicolau Alayon             | 10.117     | 2 (último em 2000) |
| Esporte Clube Noroeste            | Bauru                | 4º (SD)  | Alfredo de Castilho        | 18.866     | 1 (1995)           |
| Olímpia Futebol Clube             | Olímpia              | 3º (SD)  | Maria Tereza Breda         | 15.000     | 1 (2007)           |
| Esporte Clube Primavera           | Indaiatuba           | 7º       | Ítalo Mário Limongi        | 10.220     | 0                  |
| Rio Preto Esporte Clube           | S. José do Rio Preto | 17º [b]  | Anísio Haddad              | 14.126     | 2 (último em 1999) |
| São Carlos Futebol Clube          | São Carlos           | 1º (SD)  | Luís Augusto de Oliveira   | 10.043     | 0                  |
| São José Esporte Clube            | S. José dos Campos   | 10º      | Mário Martins Pereira      | 16.500     | 0                  |
| São José dos Campos Futebol Clube | S. José dos Campos   | 11º      | Mário Martins Pereira      | 16.500     | 0                  |
| Sertãozinho Futebol Clube         | Sertãozinho          | 12º      | Frederico Dalmaso          | 7.860      | 2 (último em 2004) |

Fonte: Globo Esporte
OBS.: a. ^  O Atibaia foi excluído da Série A2 por falta de estádio com a capacidade exigida pela FPF e no lugar do Atibaia entrou o Barretos.
b. ^  O Cotia foi excluído da Série A3 de 2015 pelo TJD após duas derrotas por W.O. A equipe da Grande São Paulo se ausentou em três partidas da competição (nas rodadas 1, 16 e 19) por problemas no estádio..

### Segunda Divisão
| Equipe                                    | Cidade                  | Em 2015        | Estádio                    | Capacidade | Títulos      |
| ----------------------------------------- | ----------------------- | -------------- | -------------------------- | ---------- | ------------ |
| América Futebol Clube                     | São José do Rio Preto   | 18º [c]        | Benedito Teixeira          | 32 936     | 0            |
| Amparo Athlético Club                     | Amparo                  | 23º            | José Araújo Cintra         | 4 675      | 0            |
| Associação Esportiva Araçatuba            | Araçatuba               | não participou | Adhemarzão                 | 11 284     | 0            |
| Clube Atlético Assisense                  | Assis                   | 9º             | Antônio Viana Silva        | 8 525      | 0            |
| Atlético Esportivo Araçatuba              | Araçatuba               | não participou | Adhemarzão                 | 11 284     | 0            |
| Clube Atlético Mogi das Cruzes de Futebol | Mogi das Cruzes         | não participou | Francisco Ribeiro Nogueira | 14 384     | 0            |
| Bandeirante Esporte Clube                 | Birigui                 | 27º            | Pedro Marin Berbel         | 8 240      | 1 (1963)     |
| Barcelona Esportivo Capela                | São Paulo               | 28º            | Aníbal de Freitas          | 7 000      | 0            |
| Desportivo Brasil                         | Porto Feliz             | 26º            | Dr. Julien Fouque          | 5 000      | 0            |
| Clube Atlético Diadema                    | Diadema                 | 22º            | Estádio Municipal          | 5 000      | 0            |
| Elosport Capão Bonito                     | Capão Bonito            | 13º            | Dr. José Sidney da Cunha   | 10 022     | 0            |
| Esporte Clube São Bernardo                | São Bernardo do Campo   | 5º             | Baetão                     | 5 220      | 0            |
| Grêmio Desportivo Prudente                | Presidente Prudente     | 7º             | Prudentão                  | 45 954     | 1 (2007) [d] |
| Associação Desportiva Guarulhos           | Guarulhos               | 21º            | Antônio Soares de Oliveira | 6 235      | 0            |
| Associação Atlética Internacional         | Bebedouro               | 6º             | Sócrates Stamato           | 10 020     | 0            |
| Jabaquara Atlético Clube                  | Santos                  | 8º             | Espanha                    | 7 228      | 0            |
| José Bonifácio Esporte Clube              | José Bonifácio          | 24º            | Pereirão                   | 5 662      | 0            |
| Clube Atlético Lemense                    | Leme                    | 12º            | Bruno Lazzarini            | 6 701      | 0            |
| Associação Desportiva Manthiqueira        | Guaratinguetá           | 10º            | Dario Rodrigues Leite      | 16 095     | 0            |
| Grêmio Esportivo Mauaense                 | Mauá                    | 17º            | Pedro Benedetti            | 8 567      | 1 (2003)     |
| Osasco Futebol Clube                      | Osasco                  | não participou | José Liberatti             | 12 430     | 0            |
| Osvaldo Cruz Futebol Clube                | Osvaldo Cruz            | 30º            | Breno Ribeiro do Val       | 11 784     | 0            |
| Sociedade Esportiva Palmeirinha           | Porto Ferreira          | 25º            | Vila Famosa                | 5 558      | 0            |
| Presidente Prudente Futebol Clube         | Presidente Prudente     | não participou | Prudentão                  | 45 954     | 0            |
| Associação Atlética Portuguesa            | Santos                  | 16º            | Ulrico Mursa               | 8 392      | 0            |
| Associação Esportiva Santacruzense        | Santa Cruz do Rio Pardo | 19º (A3)       | Leônidas Camarinha         | 7 500      | 1 (1962)     |
| Clube Atlético Taboão da Serra            | Taboão da Serra         | 11º            | José Ferez                 | 4 410      | 1 (2010)     |
| Tanabi Esporte Clube                      | Tanabi                  | 20º            | Alberto Victolo            | 8 400      | 0            |
| Tupã Futebol Clube                        | Tupã                    | 18º (A3)       | Alonso de Carvalho Braga   | 5 515      | 0            |
| União Futebol Clube                       | Mogi das Cruzes         | não participou | Francisco Ribeiro Nogueira | 14 384     | 0            |
| Vila Operária Clube Esporte Mariano       | Assis                   | 15º            | Antônio Viana Silva        | 8 525      | 0            |
| Esporte Clube XV de Novembro              | Jaú                     | não participou | Zezinho Magalhães          | 12 978     | 0            |

OBS.: c. ^  O América de São José do Rio Preto entrou na competição por desistência do Taquaritinga.
d. ^  Título em 2007 sob nome de Oeste Paulista Esporte Clube.